# Ilinden
Ilinden (en macédonien : Илинден) est une commune du nord de la Macédoine du Nord. Elle comptait 17 435 habitants en 2021. Son nom commémore l'insurrection d'Ilinden, menée par des autonomistes macédoniens contre l'autorité ottomane en 1903. Elle se trouve dans la vallée du Vardar, sur l'autoroute qui relie Skopje à Kumanovo. L'aéroport international de Skopje, le plus grand du pays, est entièrement situé sur son territoire. Elle compte quelques industries importantes, comme la raffinerie de pétrole Okta, la seule du pays.
Son territoire est limitrophe de ceux des communes d'Aračinovo, Petrovec, Skopje et Kumanovo. Elle compte plusieurs villages : Ilinden, où se trouve le siège administratif, Ayvatovtsi, Bouykovtsi, Bounardjik, Boutchintsi, Delyadrovtsi, Kadino, Marino, Miladinovtsi, Mralino, Mrchevtsi et Tekiya.

## Administration
La commune est administrée par un conseil élu au suffrage universel tous les quatre ans. Ce conseil adopte les plans d'urbanisme, accorde les permis de construire, il planifie le développement économique local, protège l'environnement, prend des initiatives culturelles et supervise l'enseignement primaire. Le conseil compte 15 membres.
Le pouvoir exécutif est détenu par le maire, lui aussi élu au suffrage universel. Depuis 2021, le maire d'Ilinden est Aleksandar Georgievski, membre de VRMO-DPMNE.

## Démographie
Lors du recensement de 2002, la commune comptait :
- Macédoniens : 13 959
- Serbes : 912
- Roms : 428
- Albanais :  352
- Turcs : 17
- Valaques : 1
- Autres : 225